# Rose Fitzgerald Kennedy Bridge
Die Rose Fitzgerald Kennedy Bridge (irisch Droichead Rose Fitzgerald Kennedy) führt die irische Nationalstraße N 25 im Abschnitt zwischen Wexford und Waterford bei New Ross über den River Barrow.
Sie ist Teil der Ortsumgehung von New Ross.

## Name
Die Brücke ist benannt nach Rose Kennedy, geb. Fitzgerald, der Mutter von neun Kindern, darunter der 35. Präsident der USA, John F. Kennedy, der ehemalige Justizminister Robert F. Kennedy und der US-Senator Edward Kennedy. Sie selbst stammte aus Boston, Massachusetts, aber die Familie Kennedy hat ihre Wurzeln in dem Dorf Dunganstown rund 1 km südöstlich der Brücke.
In der Umgebung wird sie auch Pink Rock Bridge genannt nach einer geologischen Formation am westlichen Flussufer oder einfach nur New Ross Bypass Bridge.

## Beschreibung
Die 887 m lange Brücke hat vier durch einen Mittelstreifen getrennte Fahrspuren mit sehr schmalen Sicherheitsstreifen. Sie ist durchgehend 21,9 m breit, abgesehen von leichten Abweichungen an beiden Enden, die im Grundriss leicht gebogen sind. Sie hat ein Gefälle von meist 5 % in west-östlicher Richtung. Ihre 9 Öffnungen haben Pfeilerachsabstände von 36 + 45 + 95 + 230 + 230 + 95 + 70 + 50 + 36 m. Mit den beiden Spannweiten von 230 m hat die Brücke die weitesten aller nur in Spannbeton ausgeführten Extradosed-Brücken.
Ihre Brückendurchfahrtshöhe beträgt 36 m über MHWS.
Ihre drei Pylonstiele sind auf dem Mittelstreifen angeordnet. Der mittlere ist 27 m hoch und hat 18 Schrägkabel in Harfenformation, die äußeren sind 16,2 m hoch und haben 8 Schrägkabel, die alle in Harfenformation auf dem Mittelstreifen verankert sind und in Kabelsätteln durch die 1,6 m breiten Pylone geführt werden. Diese Anordnung führt zu einer asymmetrischen Verteilung der Schrägkabel über den beiden Hauptöffnungen.
Der Fahrbahnträger ist ein einzelliger, rechteckiger, acht Meter breiter Spannbeton-Hohlkasten mit einer weit auskragenden Deckplatte und mit angefügten schrägen vorgefertigten Betonpaneelen, die das ursprünglich geplante Aussehen aufrechterhalten. Die Bauhöhe des Hohlkastens von 3,5 m erhöht sich im Bereich der seitlichen Pylone auf 6,5 m und auf 8,5 m im Bereich des mittleren Pylons.
Das Brückenprojekt wurde im Rahmen einer Public Private Partnership (PPP) von Carlos Fernández Casado S.L. und Arup geplant und von BAM Civil und Dragados gebaut. 2016 wurde mit den Bauarbeiten begonnen und am 29. Januar 2020 wurde die Brücke eröffnet.
2021 wurde die Rose Fitzgerald Kennedy Bridge mit dem Outstanding Structure Award der International Association for Bridge and Structural Engineering (IABSE) ausgezeichnet.

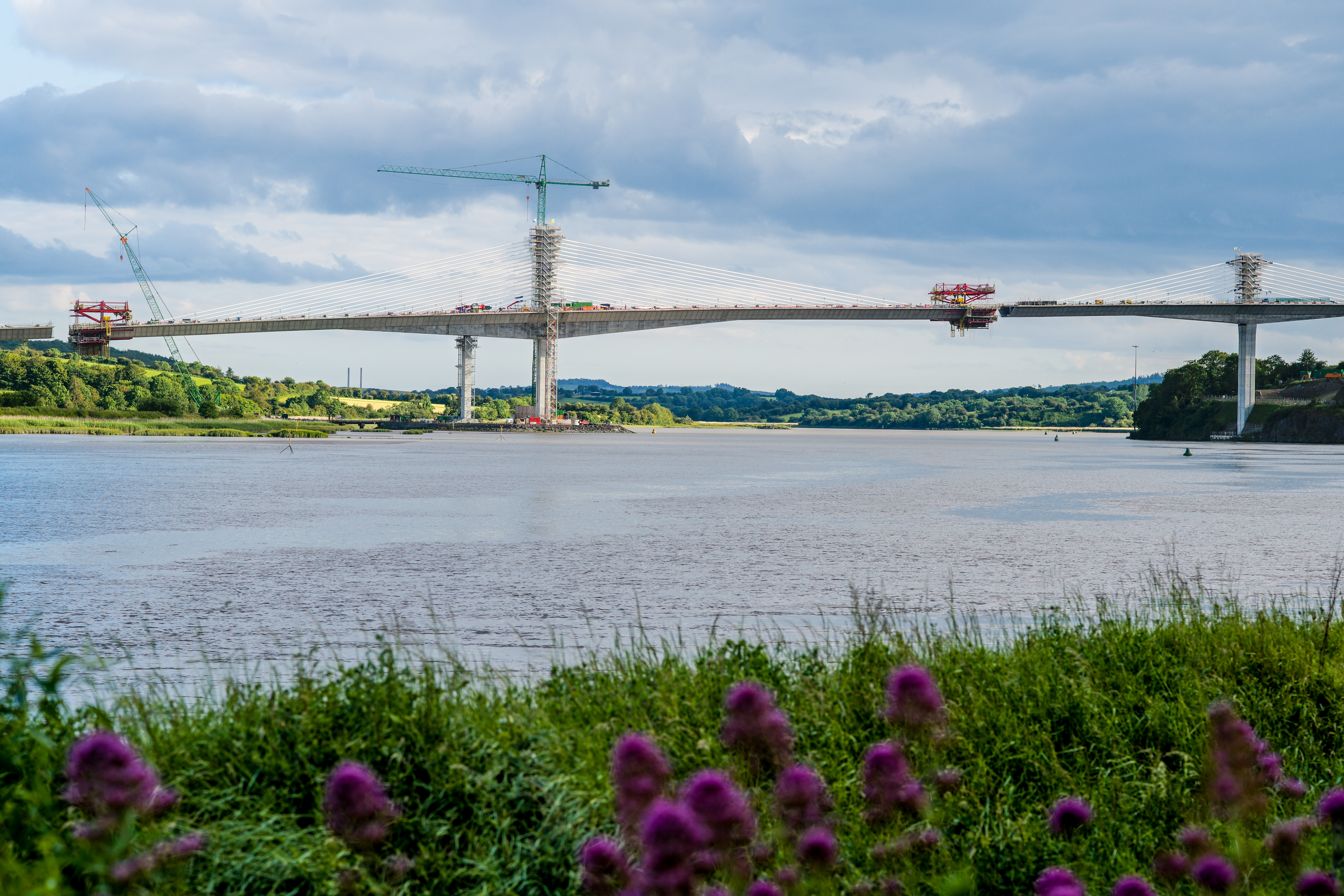
Brücke in der Bauphase
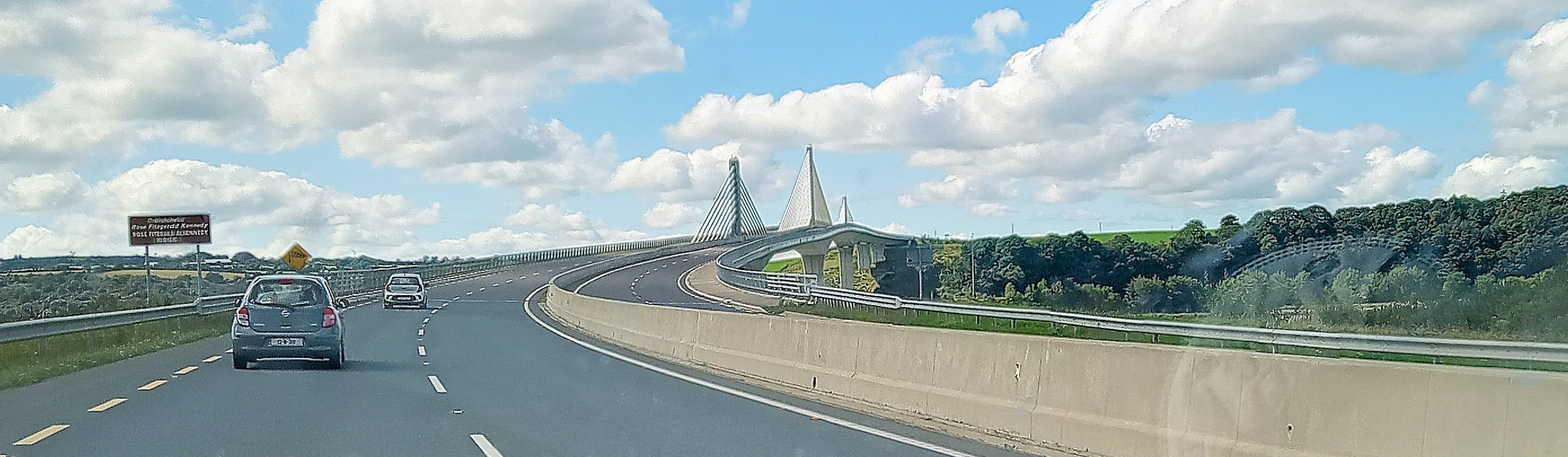
Blick von der Straße Richtung Wersten